# Florence Hooton
Florence Hooton (Scarborough, 8 juli 1912 – Sheffield, 14 mei 1988) was een Brits celliste.
Hooton begon relatief laat aan de studie voor cello. Ze was negen jaar oud toen ze haar eerste beginlessen kreeg van haar vader, zelf ook cellist. Haard vader schakelde vervolgens zijn leraar Warren Evans in. Toen ze 14 jaar oud was ging ze naar een gespecialiseerde school voor cellisten in Londen. Haar volgende docent was Douglas Cameron, die haar nadat ze een studiebeurs had gekregen “meenam” naar de Royal Academy of Music.
In 1934 maakte ze haar debuut in de Wigmore Hall in een kamermuziekconcert. Tijdens dat concert waren de componisten Frank Bridge en Benjamin Britten (leerling van Bridge) aanwezig. Bridge was meteen weg van haar spel en dacht haar de première van zijn sonate voor cello toe. Bridge: If that girl gets one more of those top notes spot-on I'm going round to ask if she'd like to give the first performance of my cello sonata. Het jaar daarop, op 23 augustus 1935, speelde ze de cellopartij in Ludwig van Beethovens Tripelconcerto met het BBC Symphony Orchestra onder leiding van Henry Wood. Solisten die avond waren dezelfde musici uit 1934, Frederick Grinke (Viool) en Dorothy Manley (piano). Hooton zou nog 5 keer dat werk spelen tijdens de Proms, met als laatste een uitvoering in 1958. Ze speelde vaak modern repertoire uit die tijd. Hoogtepunten waren uitvoeringen van Gordon Jacobs Divertimento voor onbegeleide cello en de Legendsonate van Arnold Bax. 
In 1936 gaf ze de eerste uitvoering van Bridges Oration, diens celloconcert, nadat anderen, waaronder Bridges vriend Felix Salmond, het onspeelbaar achtten. Hetzelfde was al min of meer gebeurd met die cellosonate. Ondertussen studeerde ze verder bij Emmanuel Feuermann in Zürich. Met hem oefende ze de techniek om de strijkstok in een volmaakte rechte hoek met de snaren te krijgen, een techniek die ze later weer aan haar leerlingen doorgaf. 
Een bijzonder optreden als solist was een televisieuitvoering van een ballet gechoreografeerd op Joseph Haydns Celloconcert in D majeur met toen nog de onbekende Margot Fonteyn. Ze gaf ook eerste uitvoeringen van de concerten van Alan Bush, Gordon Jacob en Kenneth Leighton. In 1950 vormde ze een pianotrio met David Martin (viool en de man van Florence sinds 1938) en Iris Loveridge (piano). Zelf gaf ze vanaf 1964 samen met haar man les aan de Royal Academy of Music. In 1976 stopte ze met optreden van het trio. In 1978 trad ze voor het laatst op. 
Hooton bespeelde een Rogerius-cello uit 1699.
- Gemeinsame Normdatei: 129589934
- International Standard Name Identifier: 0000 0000 5759 4920
- Library of Congress Control Number: no92015846
- MusicBrainz: 926529bb-6385-4acf-9eaa-6edb29efeaac
- Nationale Bibliotheek van Israël: 987007345126705171
- Virtual International Authority File: 45386209
- WorldCat: E39PBJwhDJpHwVWFYwkdtytMyd